# بنته نوردبی
بنته نوردبی (نروژی: Bente Nordby؛ زادهٔ ۲۳ ژوئیهٔ ۱۹۷۴) بازیکن فوتبال اهل نروژ بود.
از باشگاه‌هایی که در آن بازی کرده‌است می‌توان به باشگاه فوتبال المپیک لیون، دیوری گردن، و باشگاه فوتبال زنان المپیک لیون اشاره کرد.
وی در مسابقات کشوری و بین‌المللی در مجموع برندهٔ ۱ مدال طلا، ۱ مدال برنز شده‌است.